# Deporte en Cuba
El deporte en Cuba tiene alta importancia así este ha sido reconocido a nivel internacional como potencia deportiva. El voleibol, béisbol y el boxeo son los deportes más populares en este país. Cuba como república ha participado en 21 ediciones de los Juegos Olímpicos de verano desde 1904 (participó en 1900 con un equipo mixto de cubanos y estadounidenses), posee el decimoctavo lugar en el medallero histórico de los Juegos Olímpicos y el segundo dentro de los países de América, solo superado por los Estados Unidos Las mejores posiciones alcanzadas son 4.º en San Luis 1904, 4.º en Moscú 1980 y quinto en Barcelona 1992. El país ha obtenido un total de 220 medallas en las ediciones de verano: 77 de oro, 66 de plata y 77 de bronce. En Juegos Panamericanos se encuentra en el 2.º lugar del medallero histórico (después de Estados Unidos) y en Juegos Centroamericanos y del Caribe se encuentra en la 1.ª posición.

## Antes de 1959
Educación física en Cuba, por entonces no muy extendida, recibía la influencia de dos corrientes fundamentales. Una que partía de Norteamérica, esencialmente de los jóvenes universitarios (implantadores del béisbol en Cuba) y la corriente europea que más bien se inclinaba por deportes como la Esgrima, Gimnástica, o sea, actividades propias de los gimnasios.
Para finales del siglo XIX ya se implantó la gimnasia dentro de la enseñanza media como materia obligatoria, dando indicios de reconocimiento de lo importante de la práctica de la educación física por parte de los escolares.
Entrado el nuevo siglo, con la implantación de la República Neocolonial, se aprueba la inclusión de la educación física en las escuelas públicas urbanas y rurales. En el año 1902, se estipula como obligatoria en la Escuela Normal y en la primera enseñanza, hecho que años más tarde se legalizó a lo largo de todo el país con la particularidad la inexistencia de un control oficial hasta el año 1935 de esta actividad.
En 1928 se inaugura el Instituto Nacional de Educación Física de cuyas aulas surgieron los primeros profesores de educación física, aunque dicho centro cerró en 1932 hasta que fue nuevamente inaugurado en el año 1948. Para el control de la calidad de la educación física en los centros escolares fue creada la Comisión Nacional de Educación Física en 1935, hecho que no marcó mejoras en la baja calificación o preparación de los profesores y en la falta de recursos materiales, resultando imposible su realización en varias instituciones. También acosaba el hecho de que en muchas escuelas no existían plazas para profesores de educación física.
En los centros de enseñanza media existía una situación parecida, donde muchos profesores no tenían el conocimiento requerido para impartir dicha asignatura, y a los alumnos se les cobraba dos pesos para poder tener derecho a la matrícula en cada semestre, acentuando que dicho dinero no se destinaba a la compra de implementos deportivos y ropa, haciéndose casi imposible el desarrollo de la actividad.
La situación en el nivel universitario era diferente, aunque con iguales resultados. Aquí no existían profesores, sino contratos por meses a entrenadores en relación con el auge de algún deporte en específico del momento, los cuales en su mayoría eran entrenadores estadounidenses, centrando su trabajo en la búsqueda de resultados deportivos.
En sentido general, la situación existente en Cuba respecto a la educación física estaba dada por la inexistencia de un sistema capaz de controlar, ampliar y desarrollar eficazmente tan importante actividad por toda la isla y en cada uno de los niveles de enseñanza, además que la práctica del deporte estaba marcada por el profesionalismo y la no masividad. En los Juegos Olímpicos de París 1900 Ramón Fonst ganó para Cuba una medalla de oro en espada individual (amateurs) y una de plata en la prueba de espada combinada (amateurs-másters).
Entre 1902 y 1958, Cuba tuvo 5 campeones mundiales: Alfredo de Oro en billar, José Raúl Capablanca en ajedrez, en boxeo a Kid Chocolate (Eligio Sardiñas) y Kid Gavilán (Gerardo González), y en Vela a Carlos de Cárdenas Culmell. Tuvo dos campeones olímpicos en esgrima: Ramón Fonst (3 medallas de oro en los Juegos Olímpicos de San Luis 1904: espada individual, florete individual, y florete por equipos) y Manuel Díaz (2 medallas de oro: sable individual y florete por equipos en San Luis 1904). Un equipo de béisbol cubano ganó 7 veces la Copa Mundial de Béisbol (amateur) en 1939, 1940, 1942, 1943, 1950, 1952, y 1953. Cuba obtuvo una medalla de plata en los Juegos Olímpicos de Londres 1948 en la competencia de Vela-Clase Star (Keelboat dos tripulantes), con el equipo formado por Carlos de Cárdenas Culmell y su hijo Carlos de Cárdenas Plá. En 7 Juegos Centroamericanos y del Caribe celebrados entre 1926 y 1954, Cuba obtuvo 170 medallas de oro, 159 de plata, y 152 de bronce (481 preseas en total). En los Juegos Panamericanos de 1951 Cuba obtuvo 9 medallas de oro, 9 de plata, y 10 de bronce, y en los Juegos de 1955 ganó 1 de oro, 10 de plata, y 8 de bronce (47 medallas en total). Carlos de Cárdenas Culmell se coronó campeón mundial de Vela de la clase Star en 1954, y en la 33 edición del Campeonato Mundial de Star realizado en La Habana, en noviembre de 1955; ganó medalla de bronce en ese campeonato en 1943. Cuba ganó en Juegos Olímpicos de Verano entre 1902 y 1958, 3 medallas de oro en 1904 y una de plata en 1948. El equipo de florete (masculino) que ganó los Juegos Olímpicos de 1904 era mixto, integrado por cubanos y estadounidenses; los cubanos eran Ramón Fonst y Manuel Díaz. Esa medalla no se acredita a Cuba.

## Después de 1959
Al triunfo de la revolución cubana, el 1 de enero de 1959, en Cuba existían alrededor de 800 profesores de educación física, número que mermó considerablemente debido a la inmigración posterior de profesionales hacia los Estados Unidos. Debido a esto el nuevo gobierno dictó medidas emergentes en favor de mejorar la situación existente respecto a la práctica del deporte en la Isla. Entre dichas medidas podemos mencionar:
- Fundación el 23 de febrero de 1961 del Instituto Nacional de Deportes, Educación Física y Recreación (INDER), como organismo principal encargado de la planificación, dirección y ejecución de los programas de las distintas actividades deportivas a lo largo y ancho de todo el país y en la arena internacional.
- Bajo el principio martiano de la no comercialización del deporte se llevó a cabo, por ende, la eliminación del profesionalismo en 1962.
- Se da a conocer la consigna que guiaría el movimiento deportivo cubano, El deporte derecho del pueblo, convertida en principio de la Revolución, dando especial importancia a la formación y a la superación de profesionales del deporte. Se crea la Escuela Superior de Educación Física (ESEF).
- El deporte profesional, considerado como un medio "para enriquecer a unos pocos a costa del mayor número", está prohibido en Cuba desde 1962. Sin embargo, la medida provocó la deserción de varios atletas cubanos de renombre que estaban interesados en los salarios ofrecidos por los países occidentales a los atletas profesionales. Sin embargo, Cuba está logrando resultados cada vez mayores en el campo del deporte: aunque no había ganado ninguna medalla de oro olímpica entre 1906 y 1968, ganó 31 entre 1972 y 1992.[1]

## Pilares Organizativos del Sistema Deportivo Cubano
En Cuba, el organismo encargado de la ejecución, dirección y control de la aplicación de la línea a seguir respecto a los programas de la educación física es el INDER, ya antes mencionado, así como de todas las actividades deportivas y recreativas que se realicen en el país en los distintos organismos e instituciones sociales.
Este organismo centra su labor en la extensión masiva del deporte a lo largo y ancho de toda la Isla para promover su desarrollo y el esparcimiento de la actividad física a todos los niveles de la población, desde los niños hasta los ancianos. También tiene como objetivos fundamentales el perfeccionamiento del sistema de participación deportiva así como la profundización en aspectos técnicos y organizativos, estrechamente relacionados al logro de una calidad superior en los servicios que se le prestan a la población y el aprovechamiento extremo de cada una de las instalaciones deportivas.
El trabajo de este organismo se extiende además a las instituciones del deporte de alto rendimiento, con especial atención a los atletas y todo tipo de profesionales del deporte con el fin de lograr una mejor formación de la población, está vinculado además a la producción de artículos deportivos, así como las inversiones en las áreas e instalaciones deportivas y la investigación (o trabajo científico) en torno al deporte.

## El Deporte Cubano en el presente
Actualmente el deporte cubano es uno de los más reconocidos tanto a nivel regional como en las olimpiadas a nivel internacional , lo que podemos ver reflejado no solo en los resultados alcanzados en cada una de las competiciones, sino además en el gesto solidario y cooperativo que Cuba brinda en áreas de mejorar los resultados deportivos de aquellos países que lo soliciten, enviando profesionales del deporte. Países como ... son ejemplos que han solicitado la cooperación deportiva de Cuba en determinado campo del deporte atendiendo a los resultados de Cuba en dicho campo, colaboración que se ve representada ya en tres continentes de nuestro planeta, en más de cincuenta países pobres y con la presencia de más de siete mil técnicos, profesores y entrenadores, y que cada día crece más. También podemos destacar el papel de la Escuela Internacional de Educación Física y Deportes con una matrícula de mil trescientos estudiantes de setentiuno países subdesarrollados.
Como muestra de la labor de los técnicos y profesionales cubanos en los distintos países donde cumplen misiones internacionalistas tenemos los Juegos Panamericanos de 2003, en el cual asistieron setentiuno entrenadores al mando de los seleccionados nacionales de diecisiete países de América Latina y del Caribe. Como resultado se obtuvieron medallas de oro en más de doce de los citados países, la gran mayoría de ellas discutidas frente a los atletas cubanos ocasionando la pérdida de medallas por parte de los atletas y equipos de Cuba, y como ejemplos tenemos al voleibol femenino, levantamiento de pesas y el boxeo, disciplina en la cual Colombia y República Dominicana alcanzaron medallas de oro por primera vez en la historia de la práctica de este deporte.
Como ejemplos frescos del buen ritmo del deporte cubano tenemos las actuaciones en los últimos Juegos Olímpicos, Panamericanos y en los Campeonatos del Mundo, en los cuales Cuba sigue demostrando ser toda una potencia en deportes como el béisbol, judo femenino, lucha grecorromana, boxeo y atletismo, acentuando además los magníficos resultados en otros deportes como el judo masculino, voleibol, lucha libre, clavados, ajedrez, ciclismo, taekwondo y canotaje.
Sin embargo, hay un aspecto negativo que está estancando el crecimiento del deporte cubano en los últimos años, que es el abandono de la isla por buena parte de los mejores deportistas del país, en algunos casos por motivos económicos (el profesionalismo está prohibido), en otros por motivos políticos. No obstante, para intentar evitar estas fugas, algunas federaciones tienen permiso para permitir la salida de sus deportistas al extranjero para que puedan competir profesionalmente.

### Béisbol
La selección de béisbol de Cuba ha ganado 25 ediciones de la Copa Mundial de Béisbol, y ha obtenido el segundo puesto en el Clásico Mundial de Béisbol 2006), tal desarrollo en parte se debe a que el béisbol es el deporte nacional.
La Serie Nacional de Béisbol es el evento deportivo más importante que se desarrolla en Cuba, iniciado en 1962 luego de la disolución de la Liga Cubana de Béisbol, que era profesional.
Entre estos equipos se efectúan Juegos Nacionales que alcanzan gran expectación televisiva (en vivo) por parte del pueblo.
En el panorama mundial se seleccionan jugadores de dichos equipos organizados para respectivamente jugar en eventos internacionales. Sin embargo, para evitar la pérdida de jugadores que deciden emigrar al extranjero, principalmente a Estados Unidos, los jugadores cubanos en el exterior han sido declarados seleccionables, con la excepción de aquellos que han desertado del país.
Entre sus resultados internacionales más importantes: 3 veces campeones olímpicos además de dos medallas de plata, y campeones en Copas Intercontinentales de Béisbol
En la historia del béisbol cubano han descollado jugadores importantes son: José Antonio Huelga, Braudilio Vinnent, Miguel Cuebas, Agustín Marquetti, Antonio Muñoz, Omar Linares, Antonio Pacheco, Orestes Kindelan, Pedro Luis Lazo y Norge Luis Vera entre otros.

### Boxeo
Cuba ha alcanzado méritos en boxeo con un equipo igualmente fuerte en el panorama mundial, representando el buque insignia de Cuba en los eventos multideportivos, en Juegos Olímpicos ha obtenido: 37 oros, 19 platas y 17 bronces y en Campeonatos Mundiales: 71 oros, 32 platas y 25 bronces para un total de 128 siendo el primer país del medallero histórico.
El 11 de abril de 2025 se celebró la primera velada profesional desde la llegada al poder del castrismo 

### Judo
En los últimos años el Judo ha alcanzado en Juegos Olímpicos (6 oros, 14 platas y 16 bronces), Panamericanos, Centroamericanos, Grand Prix y Campeonatos Mundiales donde ocupa el sexto lugar del medallero histórico (18 oros, 19 platas y 36 bronces) principalmente en el sexo femenino, con Driulys González, que acumula 4 medallas en Juegos Olímpicos (1 oro, 1 plata y 2 bronces) e Idalis Ortiz con 1 oro, 1 plata y 1 bronce.

### Atletismo
El desarrollo del atletismo en Cuba no se ha quedado atrás, hay muchos atletas de alto rendimiento que han sabido demostrar su talento y han puesto en la cima el nombre de este país. Uno de los motivos para tener buenos resultados en el deporte es gracias a las escuelas deportivas denominadas EIDE, ESPA y CEAR, con el objetivo de que el desarrollo de los atletas en el país aumente cada día más, además destinadas a mantener un ciclo activo de entrenamiento para competencias tanto nacionales como internacionales. En Juegos Olímpicos ha obtenido 10 de oros, 14 platas y 17 de bronces y en Campeonatos Mundiales: 21 oros, 23 platas y 11 bronces para un 8.º lugar en el medallero histórico.

### Campeonatos
En Cuba se efectúan varios campeonatos deportivos en distintas disciplinas:
- Serie Nacional de Béisbol (seguido en varios países por su calidad y espectacularidad) siendo el pasatiempo nacional.
- Campeonato "Giraldo Córdoba Cardín" de Boxeo.
- Copa "Playa Girón" de Boxeo.
- Campeonato Nacional de Fútbol de Cuba.
- Liga Superior de Baloncesto de Cuba.
- Vuelta ciclística a Cuba con carácter internacional.

### Cuba en los Juegos Olímpicos
Cuba ha obtenido 220 medallas en Juegos Olímpicos (77 oros, 69 platas y 74 bronces) para el lugar 18 en el medallero histórico y 2.º lugar entre los países de América solo después de EE. UU. Los juegos olímpicos más exitosos para Cuba en número de medallas de oro fueron los de Barcelona 1992, donde alcanzó 14 medallas de oro, logrando el quinto lugar por países.

### Cuba en los Juegos Panamericanos
En los Juegos Panamericanos Cuba se ha obtenido 875 oros, 593 platas y 561 bronces para un total de 2029 medallas y ostenta el 2.º lugar histórico del medallero de los Juegos.

### Cuba en los Juegos Centroamericanos y del Caribe
Cuba ha obteniendo 1752 oros, 889 platas y 679 bronces para un total de 3320 medallas.

## El Deporte Cubano y la medicina
Como una parte inseparable del deporte dada su influencia en la obtención de óptimos resultados, la medicina juega un papel clave en el movimiento deportivo cubano luchando contra el flagelo de las drogas que no solo impide la práctica del deporte de forma sana y limpia, sino que también obstaculiza la educación y cultura de los atletas, entrenadores y dirigentes deportivos. Para esto, Cuba cuenta con el Laboratorio Antidopaje quinto en América y a disposición de los países tercermundistas. Cuba también tiene a disposición de los países de América Latina el Instituto de Medicina Deportiva, el cual goza de un gran prestigio, jugando un papel de gran importancia en el mantenimiento de la salud de los atletas y en la rehabilitación de los mismos.